# هلال بقراط

هلال بقراط به سطح هاشور خورده در بالا سمت چپ گفته می‌شود که مساحتی معادل مثلث هاشور خورده پایینی دارد.

در هندسه هلال بقراط که منسوب به بقراط خیوسی است، به سطح محدود به کمان‌های دو نیمدایره می‌گویند به صورتی که قطر نیمدایره کوچکتر، وتر مثلث متساوی‌الساقین قائم الزاویه ای باشد که دو ضلع آن شعاع‌های نیم دایره بزرگتر و راس آن مرکز نیمدایره بزرگتر باشد. سطح مزبور یک مجموعه غیر محدب است، یعنی پاره خط راست واصل هر دو نقطه دلخواه درون آن، خود به‌طور کامل در داخل مجموعه باقی نمی‌ماند.

## جواب مسئله
طبق محاسبات بقراط مساحت سطح مزبور (AEB)برابر است با مساحت مثلث ABO.